# HD 90264
船底座L (L Car) 是位於船底座的一顆恆星。
船底座L是一顆藍白色的B型主序星，視星等+4.97。它與地球的距離大約是430光年。